# Langstaartstruikzanger
De langstaartstruikzanger (Locustella caudata; synoniem: Bradypterus caudatus) is een zangvogel uit de familie Locustellidae die alleen voorkomt in de Filipijnen.

## Verspreiding en leefgebied
De langstaartstruikzanger komt voor in bergbossen in het noorden en in het zuiden van de Filipijnen. Er zijn drie ondersoorten:
- L. c. caudata: Luzon.
- L. c. unicolor: Mindanao (behalve Zamboanga Peninsula).
- L. c. malindangensis: Zamboanga Peninsula.

## Status
De grootte van de populatie is niet gekwantificeerd maar de soort wordt omschreven als algemeen op een hoogte van 2000 tot 3600 meter. Op de Rode lijst van de IUCN heeft deze soort de status niet bedreigd.